# Вильянди
Ви́льянди (эст. Viljandi, в 1710–1918 годах — Фе́ллин (нем. Fellin)) — город и муниципалитет в Эстонии, административный центр уезда Вильяндимаа.
Седьмой по величине и по численности населения город страны. В городе находится железнодорожная станция Вильянди (линия Таллин — Вильянди).

## География и описание
Расположен в южной части Эстонии, на северном берегу озера Вильянди. Расстояния: до Таллина — 161 км (на север), до Тарту — 81 км (на восток), до Пярну — 97 км (на запад), до Риги — 245 км (на юго-запад), до Санкт-Петербурга — 393 км (на северо-восток). Высота над уровнем моря — 56 метров.
Климат умеренный. Официальный язык — эстонский. Почтовые индексы: 71001—71005, 71007—71018, 71020, 71024, 71082, 71098 (до востребования).

## Население
По данным переписи населения 2021 года, в Вильянди проживали 17 245 человек, из них 16 230 (94,2 %) — эстонцы.
Численность населения города Вильянди:

| Год  | 1922 | 1934     | 1941     | 1959     | 1970     | 1979     | 1989     | 2000     | 2011     | 2021              | 2022     | 2023     |
| ---- | ---- | -------- | -------- | -------- | -------- | -------- | -------- | -------- | -------- | ----------------- | -------- | -------- |
| Чел. | 9400 | ↗ 11 823 | ↗ 12 725 | ↗ 17 916 | ↗ 20 485 | ↗ 22 368 | ↗ 23 080 | ↘ 20 756 | ↘ 17 473 | ↘ 16 875 (17 245) | ↗ 17 244 | ↗ 17 353 |

## История
Древнейшие поселения в этой местности относятся к V веку до н. э. Поселение эстов на месте Вильянди было основано не позднее эпохи викингов. По некоторым данным, его первое письменное упоминание относится к 1154 году, когда арабский географ Аль-Идриси впервые нанёс созвучный топоним на карту мира.
В XII веке здесь появилось первое постоянное поселение. 21 сентября 1217 года произошла битва крестоносцев с эстами около Вильянди. В 1224 году эти земли были окончательно завоёваны Орденом меченосцев. В 1224 году вместо деревянных укреплений здесь началось возведение каменной крепости Феллин, которая была одной из самых мощных в Ливонии. На протяжении последующих 200 лет она всё время достраивалась и модернизировалась.
В 1283 году рижский архиепископ даровал окружающему крепость поселению Велин (Velyn) статус города.
В начале XIV века Феллин становится членом Ганзы и важным пунктом в торговле с Россией, что привело к процветанию города. В 1365 году город участвовал в подписании мира между Ганзой и Данией.
Во время Ливонской войны город и крепость Феллин были взяты русскими войсками и частично разрушены. Ещё большие разрушения произошли во время польско-шведской войны (1600—1611). После того как Феллин был взят поляками в 1602 году, от прежней мощи и великолепия города остались только несколько стен. В XVII веке, находясь под шведским господством, Феллин был лишён статуса города. В 1783 году императрица Екатерина II вернула этот статус и сделала Феллин центром уезда. С ростом экономического и политического влияния возрастало и население города.
В 1940 году вошёл в состав СССР.
В ходе Великой Отечественной войны 9 июля 1941 года был оккупирован немецкими войсками.
Освобождён 23 сентября 1944 года войсками Ленинградского фронта в ходе Таллинской операции:
- 2-я ударная армия — часть сил 326-й стрелковой дивизии (генерал-майор Колчанов Григорий Семёнович) 116-го стрелкового корпуса (генерал-майор Фетисов Фёдор Кузьмич).

В 1950—1991 годах Вильянди был центром Вильяндиского района Эстонской ССР.
Город входит в Ганзейский союз Нового времени и в 2015 году принимал у себя фестиваль «Ганзейские дни Нового времени».

## Достопримечательности
- Замок Феллин — построен в XIII веке; функционально разделён на северную, южную и восточную части. В замке есть зал для собраний (капитула), двухнефная башня, помещение архива, спальня и жилые помещения командора, трапезная, кухня, галерея, конюшни, жилища для слуг, складские помещения, колодец глубиной 26 метров.
- Городская Ратуша — построена в 1820 году, реконструирована в 1931 архитектором Йоханнесом Фуксом и инженером Эрихом Оттингом в стиле эстонского функционализма.
- Церковь святого Иоанна — построена во второй половине 17-го века.
- Старейший деревянный жилой дом в городе, чья постройка датируется 1790-м годом, находится по адресу Laidoneri Plats 3. Здание признано национальным культурным наследием.
- Здание городского суда — построено в 1895 году в стиле неоренессанса.
- Церковь святого Павла — построена в 1866 году архитектором Маттиасом фон Холстом в стиле неоготика. В церкви имеется орган и мемориальный камень, посвященный погибшим при кораблекрушении парома «Эстония».
- Водонапорная башня Вильянди — построена в 1911 году в центре города, высота достигает 30 метров. В настоящее время используется как музей с экспозицией по истории города.
- Мыза Шлос-Феллин (Вильянди) — бывшее поместье баронов фон Унгерн-Штернбергов. Главное здание мызы построено в 1880 году архитектором Робертом Пфлугом[18]. Внесено в Государственный регистр памятников культуры Эстонии как  памятник архитектуры[19]. В настоящее время в здании располагается эстонский культурный центр традиционной музыки.

## Города-побратимы
- Германия: Аренсбург
- Латвия: Валмиера
- Литва: Кретинга
- Финляндия: Порвоо
- Украина: Тернополь
- Швеция: Хернёсанд
- Швеция: Эслёв
- США: Фростберг

## Известные уроженцы и жители
- Дёрбек, Франц Бурхард (1799—1835) — художник-график и карикатурист, родился и умер в Вильянди[20].
- Кизерицкий, Гангольф Егорович (Рейнгольд Густав Гангольф) (1847—1903) — археолог, хранитель древностей Императорского Эрмитажа, уроженец города[21].
- Иван Иванович Грен (эст. Johannes Green) — в годы Великой Отечественной войны начальник артиллерии морской обороны Ленинграда, затем начальник артиллерии Балтийского флота, уроженец города[22].
- Йозеф Гренберг (Joseph Groenberg, 1802—186?) — магистр философии, уроженец Феллина и выпускник городской гимназии, преподавал в 1828—1834 гг. в Харьковском университете[23].
- Яак Йоала — эстрадный певец, уроженец города[24].
- Рагнар Клаван — капитан национальной футбольной сборной, уроженец города[25].
- Калью Комиссаров — народный артист Эстонской ССР (1987), лауреат Государственной премии Эстонской ССР (1987), умер в Вильянди[26].
- Арво Раймо (1940—2015) — артист театра и кино. Заслуженный артист Эстонской ССР (1986), уроженец города[27].
- Алекс Сатс (1914—1992) — советский и эстонский актёр театра и кино, режиссёр, народный артист Эстонской ССР, умер в Вильянди[28].
- Тоомас Тонду (1888–1928) – эстонский драматический актёр и режиссёр, уроженец города[29].